# Parque nacional natural Las Orquídeas
El Parque Nacional Natural de Las Orquídeas se encuentra ubicado al occidente de la Cordillera Occidental en la Región Andina de los Andes en Colombia. El ecosistema principal del parque es el bosque húmedo.
Su superficie hace parte del departamento de Antioquia. El área del parque está repartido entre los municipios de Frontino, Urrao y Abriaquí, comprendiendo las cuencas hidrográficas de los ríos Quiparadó, Murrí, Venado y Chaqueradó.
Actualmente en el Parque no se realizan actividades recreativas ni aquellas relacionadas con ecoturismo. Las únicas actividades permitidas en el parque en este momento son las relacionadas con Investigación y Conservación.

## Generalidades
En diciembre de 2012, investigadores liderados por la Universidad Nacional de Colombia descubrieron una nueva especie de la orquídea epífita denominada Cyrtochilum betancurii que habita los bosques nublados entre 1600 y 1800 metros de altitud. Este descubrimiento evidencia la adecuada vocación del parque en sus actividades investigativas.
Una de las particularidades del parque la constituye su riqueza hídrica, la cual está conformada por numerosos ríos, entre los que cuentan los ríos Chaquenodá, Jengamecodá, Calles y Venados, entre otros. Adicionalmente, el parque produce y regula gran cantidad de agua como aporte al río Atrato mediante los ríos Murrí y Sucio.
El parque cuenta en su interior con comunidades campesinas antioqueñas y comunidades indígenas de las que forman parte los embera-katíos, ubicadas en los resguardos del valle del río Pérdidas y Chaquenodá.
Los variados paisajes del parque nacional natural Orquídeas presentan numerosos atractivos naturales, entre los que sobresalen:
- Alto de Musinga
- Morro Pelao
- Sector de Playa Larga
- Ríos Venados y Calles

## Clima
El parque cuenta con unas 32 000 hectáreas de extensión. Su clima varía según la altitud, que va desde los 350 a los 3400 m s. n. m. Por lo tanto, la temperatura puede oscilar entre 4 y 26 °C .

## Flora
Los variados paisajes del parque nacional natural Las Orquídeas poseen diversas formaciones vegetales que encierran variedad de ecosistemas, abundante variedad de orquídeas y otras especies asociadas. En esta área protegida están representados principalmente los siguientes ecosistemas: bosque andino, bosque subandino, selva húmeda tropical y un pequeño relicto de páramo en el sector de Morro Pelado. En cuanto a la flora del parque, se han informado gran variedad de especies de plantas representativas de los ecosistemas de selva húmeda tropical, bosque andino y bosque subandino. Los diferentes pisos altitudinales hacen posible la presencia en el área del Parque de diversas especies de flora como el roble (Quercus Humboldtil), el almanegra, el cedro y la zamia (Zamia Wallisi), y variadas especies de orquídeas, entre otras especies de flora.

## Fauna
Dentro de su fauna se destacan especies como el mono aullador (Alouatta caraya), cotorra cariamarilla (Pyrilia pyrilia), tití (Saguinus geoffroyi), marimonda chocoana (Ateles geoffroyi), nutria, guagua, oso de anteojos, tigre mariposo (Panthera onca), aves dispersoras de semillas como la pava negra (Aburria aburri), águila crestada (Oroaetus isidori), loro cabeciamarilla, bangsia de tatama, y carriquí, entre otros.